# Boris Šťastný
Boris Šťastný (* 8. dubna 1970 Praha) je český politik, lékař a podnikatel v oblasti zdravotně sociální péče, zakladatel sítě Alzheimer Home.
V minulosti působil ve veřejném sektoru jako poradce prezidenta České republiky Václava Klause, poslanec, zastupitel a zdravotnický expert ODS; stal se mimo jiné známým jako dlouholetý bojovník za ochranu nekuřáků, předkladatel tzv. antikuřáckého zákona a předkladatel legislativní změny, která zavedla v České republice povinný elektronický recept (eRecept).
Roku 2013 z ODS vystoupil a nějakou dobu se v politice neangažoval. Počátkem 20. let zvažoval působení v hnutí ANO, nakonec však přijal nabídku stát se pražským předsedou strany Motoristé sobě.

## Vzdělání
Vystudoval gymnázium Voděradská v Praze 10 (1984–1988) a 1. lékařskou fakultu Univerzity Karlovy v Praze, obor všeobecné lékařství (1988–1994), specializovanou atestaci složil v oboru všeobecné praktické lékařství. Titul MBA obhájil v roce 2017 v oboru management zdravotnictví na CEMI, titul LL.M. pak v roce 2025 v oboru zdravotnické právo na Právnické fakultě Univerzity Karlovy v Praze.[zdroj?]

## Profesní působení
Šťastný od začátku 90. let 20. století podnikal v oblasti sportovního průmyslu a obchodu. Jím vlastněné společnosti mimo jiné zajišťovaly výhradní distribuci světoznámých sportovních značek jako HEAD, Tyrolia, Penn, Babolat a Tretorn v České republice. Sportovní byznys však postupně opustil a dnes své obchodní aktivity soustředí výhradně na oblast zdravotnictví a sociální péče. 
Od roku 2014 do roku 2016 byl členem představenstva komerční pojišťovny Pojišťovna VZP, a.s. Od roku 2014 působí v pozici statutárního ředitele poradenské a investiční společnosti MEDICAL INVESTMENTS a.s., která prezentuje řadu aktivit a investic v oblasti zdravotnictví a sociálních služeb, jejíž je jediným akcionářem. Spolu se známým fyzioterapeutem Pavlem Kolářem spoluvlastnil ortopedickou a rehabilitační kliniku Vršovická zdravotní a.s. (později Nemocnice Vršovice a.s.), která v roce 2022 stala součástí nadnárodního holdingu Penta. 
V roce 2015 založil a stal se předsedou správní rady sítě ústavů ALZHEIMER HOME pečujících o seniory a nemocné s Alzheimerovou chorobou a ostatními onemocněními způsobujícími demenci. V červnu 2018 se jím založená skupina taktéž stala součástí holdingu Penta. Pod jeho vedením se v roce 2022 stala skupina ALZHEIMER HOME největším poskytovatelem pobytových sociálních služeb v České republice. Poté, v návaznosti na dokončenou integraci ALZHEIMER HOME se společností Penta Hospitals CZ, s.r.o., odešel v červenci 2022 z výkonného řízení skupiny. Nadále zůstal členem správní rady ALZHEIMER HOME z.ú.
V roce 2023 se stal praktickým lékařem bývalého prezidenta Miloše Zemana.

## Neziskový sektor
Boris Šťastný je dlouhodobě aktivní v neziskovém sektoru. Mimo jiné v letech 2003 až 2011 zastával pozici člena dozorčí rady Nadačního fondu manželů Livie a Václava Klausových.

## Činnost v odborných společnostech a profesních sdruženích
Od roku 2018 je Boris Šťastný členem Výboru Společnosti všeobecného lékařství České lékařské společnosti Jana Evangelisty Purkyně. Je členem Sdružení praktických lékařů ČR a České lékařské komory.

## Politická angažovanost
Do Občanské demokratické strany vstoupil v roce 1998, od roku 2002 byl místopředsedou jednoho z největších oblastních sdružení ODS v Praze 10. V komunálních volbách roku 2002, komunálních volbách roku 2006 a komunálních volbách roku 2010 byl za ODS zvolen do zastupitelstva městské části Praha 10. Profesně se k roku 2002 uvádí jako ředitel společnosti, následně k roku 2006 a 2010 coby poslanec. Mezi roky 2003–2006 působil jako poradce pro oblast zdravotnictví prezidenta Václava Klause. Je osobním přítelem prezidenta Václava Klause.
V komunálních volbách roku 2010 byl za ODS zvolen do zastupitelstva hlavního města Praha. Dne 25. června 2010 byl zvolen předsedou pražské ODS a vystřídal v této funkci Pavla Béma.
Na podzim 2010 byl jedním ze strůjců koalice ODS s České strany sociálně demokratické na pražském magistrátu. Ta ale vydržela jen do roku 2011. Po ustavení nové koalice ODS a TOP 09 na pražském magistrátu Boris Šťastný oznámil na začátku prosince 2011 svou rezignaci na předsedu pražské ODS. Při volbách svého nástupce, jímž se stal Bohuslav Svoboda, Šťastný způsob uzavření nové koalice označil za „laciný prodej ODS TOP 09, která si nutně potřebuje ODS ochočit nebo zevnitř rozložit.“
Ve volbách 2006 se stal členem dolní komory českého parlamentu (volební obvod Praha), působil jako místopředseda výboru pro zdravotnictví. Poslanecký mandát obhájil ve volbách v roce 2010, kdy získal 8 292 preferenčních hlasů. V tomto volebním období zastával v dolní komoře funkci předsedy výboru pro zdravotnictví.
V srpnu 2013 vystoupil z ODS s odůvodněním, že strana přestala důsledně hájit ideové principy. Dodal, že se dále chce podílet na tom, aby se do politiky vrátil někdejší zakladatel ODS Václav Klaus. Po oznámení Václava Klause, který opustil myšlenku založení nového politického subjektu, se Boris Šťastný přestal politicky angažovat.
V roce 2020 daroval hnutí ANO Andreje Babiše 100 tisíc korun, v roce 2021 pak 150 tisíc korun.
V létě 2024 se do politiky vrátil, když se stal členem politické strany Motoristé sobě a předsedou její pražské organizace. Ve volbách do Senátu PČR v roce 2024 vyjádřil zájem kandidovat v obvodu č. 17 – Praha 12. V prvním kole zářijových senátních voleb 2024 skončil v obvodu č. 17 – Praha 12 na druhém místě se ziskem 26,3 % hlasů, když kandidoval za koalici strany Motoristé sobě a ANO. Senátorský mandát již v prvním kole však obhájil Pavel Fischer, který překonal potřebné 50% kvórum.
Ve volbách do Poslanecké sněmovny PČR v roce 2025 je lídrem kandidátní listiny Motoristů sobě v Praze.

## Osobní život
Z prvního manželství s právničkou a podnikatelkou Renátou Šťastnou má dva syny Borise a Zorana. V červnu 2021 se na radnici Prahy 1 podruhé oženil s tiskovou mluvčí SPD Barborou Zeťovou.

## Ocenění
- Medaile Za zásluhy 1. stupeň (2022)